# Uničov
Uničov város Csehországban, a Morvaország-ban, Olomouci kerületben. Neve 1919-ig és 1938-1945 között Mährisch-Neustadt. A volt Szudétaföldhöz tartozott.
Polgármester: Jarmila Kaprálová.
A második világháború után a német lakosságot kitelepítették.

## Népesség
A település népessége az elmúlt években az alábbi módon változott:
| Lakosok száma | 7299 | 7629 | 7262 | 5764 | 12 270 | 12 466 | 11 479 | 11 396 | 11 066 | 11 151 |
|               | 1869 | 1890 | 1921 | 1950 | 1980   | 2001   | 2017   | 2019   | 2022   | 2024   |